# Paul Berrondo
Paul Berrondo (* 1967 in Donostia-San Sebastián) ist ein spanischer Film- und Theater-Schauspieler.
Paul Berrondo absolvierte seine Ausbildung am Institut del Teatre in Barcelona. Seit Mitte der 1980er Jahre ist er als Theater- und Filmschauspieler aktiv, dabei überwiegend für spanische TV-Produktionen. Er spielte in den Telenovelas Laberint d`ombres und La Riera mit. 2006 war er als Druot in Das Parfum zu sehen.

## Filmografie (Auswahl)
- 1988: Som 1 meravella (Fernsehserie, 6 Folgen)
- 1998–2000: Laberint d`ombres (Fernsehserie, 52 Folgen)
- 2006: Das Parfum – Die Geschichte eines Mörders
- 2007: La via Augusta (Fernsehserie, 7 Folgen)
- 2008: Shiver
- 2010–2015: La Riera (Fernsehserie, 154 Folgen)